# Griffin Kinney
Griffin Patrick Kinney (Delaware, 19 januari 1995) is een Amerikaans voormalig basketballer.

## Carrière
Kinney speelde collegebasketbal van 2014 tot 2018 voor de Appalachian State Mountaineers. In de NBA draft van 2018 werd hij niet gekozen. Hij tekende daarop bij de Nederlandse eersteklasser Aris Leeuwarden. Na een seizoen tekende hij bij de Belgische eersteklasser Kangoeroes Mechelen waar hij eind september 2019 alweer mocht vertrekken. In januari 2020 tekende hij BBC Etzella Ettelbruck waar hij speelde tot de competitie werd stopgezet door de coronacrisis. Hij speelde een laatste seizoen voor de Zwitserse eersteklasser Union Neuchâtel Basket.